# ОШ „Мајшански пут” Суботица
ОШ „Мајшански пут” у Суботици је државна образовна установа, основана 1908. године. 